# Хаш Род

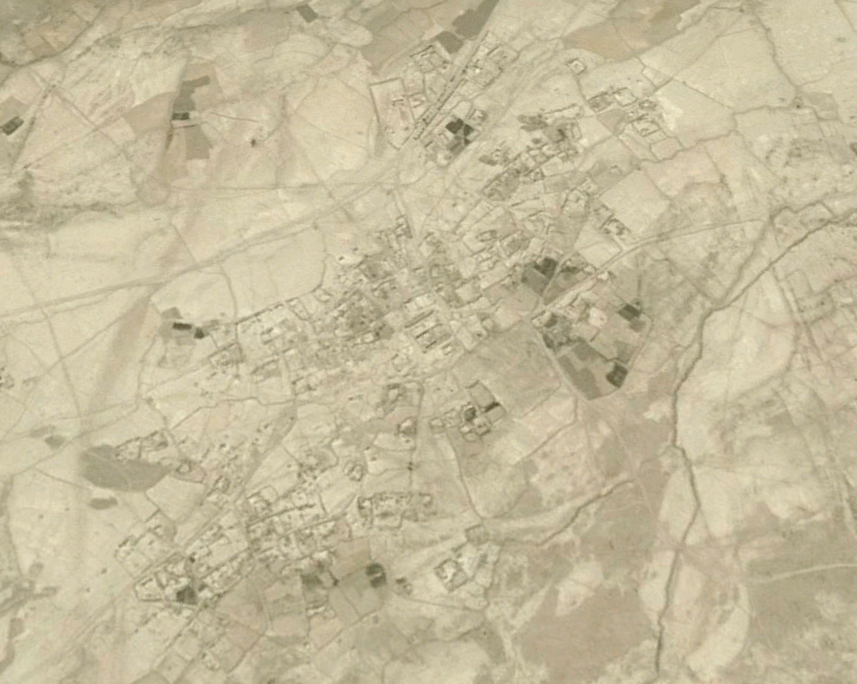
Город Лоухи с высоты 3,28 км.

Хаш-Род (белудж. خاشرود) — один из районов Афганистана, находящийся в провинции Нимроз. На 2004 год население Хаш-Рода составляло 35 381 человека. Из них — 55 % пуштуны , 20 % белуджи, 15 % брагуи и 10 % таджики.